# Arcidiocesi di Davao
L'arcidiocesi di Davao (in latino Archidioecesis Davaensis) è una sede metropolitana della Chiesa cattolica nelle Filippine. Nel 2021 contava 1.520.885 battezzati su 1.953.049 abitanti. È retta dall'arcivescovo Romulo Geolina Valles.

## Territorio
L'arcidiocesi comprende la città di Davao nella provincia di Davao del Sur, e il comune insulare di Samal nella provincia di Davao del Norte.
Sede arcivescovile è la città di Davao, dove si trova la cattedrale di San Pietro.
Il territorio si estende su 2.443 km² ed è suddiviso in 39 parrocchie.

### Provincia ecclesiastica
La provincia ecclesiastica di Davao, istituita nel 1970, comprende le seguenti suffragaee:
- la diocesi di Tagum, eretta come prelatura territoriale il 13 gennaio 1962 ed elevata al rango di diocesi l'11 ottobre 1980;
- la diocesi di Digos, eretta il 5 novembre 1979;
- la diocesi di Mati, eretta il 16 febbraio 1984.

La provincia ecclesiastica si estende sulla parte sud-orientale dell'isola di Mindanao.

## Storia
La prelatura territoriale di Davao fu eretta il 17 dicembre 1949 con la bolla Satius haud dubie di papa Pio XII, ricavandone il territorio dalla diocesi di Zamboanga (oggi arcidiocesi).
Originariamente suffraganea dell'arcidiocesi di Cebu, il 29 giugno 1951 entrò a far parte della provincia ecclesiastica dell'arcidiocesi di Cagayan de Oro.
L'11 luglio 1966 la prelatura territoriale fu elevata a diocesi con la bolla Catholicas res magna di papa Paolo VI.
Il 29 giugno 1970 la diocesi è stata ulteriormente elevata al rango di arcidiocesi metropolitana con la bolla Sanctae Ecclesiae utilitatibus dello stesso papa Paolo VI.
Il 5 novembre 1979 ha ceduto una porzione del suo territorio a vantaggio dell'erezione della diocesi di Digos.

## Cronotassi dei vescovi
Si omettono i periodi di sede vacante non superiori ai 2 anni o non storicamente accertati.
- Sede vacante (1949-1954)

- Clovis Thibauld (Thibault), P.M.E. † (29 dicembre 1954 - 9 dicembre 1972 dimesso)
- Antonio Lloren Mabutas † (9 dicembre 1972 succeduto - 6 novembre 1996 ritirato)
- Fernando Robles Capalla † (6 novembre 1996 succeduto - 11 febbraio 2012 ritirato)
- Romulo Geolina Valles, dall'11 febbraio 2012

## Statistiche
L'arcidiocesi nel 2021 su una popolazione di 1.953.049 persone contava 1.520.885 battezzati, corrispondenti al 77,9% del totale.
| anno | popolazione | popolazione | popolazione | presbiteri | presbiteri | presbiteri | presbiteri                | diaconi | religiosi | religiosi | parrocchie |
| anno | battezzati  | totale      | %           | numero     | secolari   | regolari   | battezzati per presbitero | diaconi | uomini    | donne     | parrocchie |
| ---- | ----------- | ----------- | ----------- | ---------- | ---------- | ---------- | ------------------------- | ------- | --------- | --------- | ---------- |
| 1950 | 350.000     | 450.000     | 77,8        | 44         | 41         | 3          | 7.954                     |         | 6         | 35        | 13         |
| 1970 | 736.535     | 876.663     | 84,0        | 116        | 11         | 105        | 6.349                     |         | 124       | 190       | 29         |
| 1980 | 480.000     | 540.527     | 88,8        | 96         | 17         | 79         | 5.000                     |         | 103       | 158       | 17         |
| 1990 | 643.534     | 748.211     | 86,0        | 98         | 40         | 58         | 6.566                     |         | 69        | 215       | 22         |
| 1999 | 995.250     | 1.684.000   | 59,1        | 113        | 64         | 49         | 8.807                     |         | 83        | 300       | 25         |
| 2000 | 995.250     | 1.123.280   | 88,6        | 105        | 59         | 46         | 9.478                     |         | 77        | 257       | 25         |
| 2001 | 995.250     | 1.684.000   | 59,1        | 129        | 66         | 63         | 7.715                     |         | 112       | 335       | 27         |
| 2002 | 1.063.071   | 1.402.611   | 75,8        | 126        | 69         | 57         | 8.437                     |         | 152       | 378       | 27         |
| 2003 | 1.017.981   | 1.330.676   | 76,5        | 131        | 68         | 63         | 7.770                     |         | 107       | 352       | 28         |
| 2004 | 1.109.498   | 1.369.913   | 81,0        | 128        | 65         | 63         | 8.667                     |         | 110       | 352       | 30         |
| 2006 | 1.063.000   | 1.323.000   | 80,3        | 146        | 75         | 71         | 7.280                     |         | 113       | 368       | 32         |
| 2013 | 1.426.000   | 1.630.000   | 87,5        | 156        | 76         | 80         | 9.141                     |         | 355       | 499       | 36         |
| 2016 | 1.407.303   | 1.747.000   | 80,6        | 161        | 79         | 82         | 8.741                     |         | 314       | 523       | 38         |
| 2019 | 1.498.149   | 1.816.529   | 82,5        | 162        | 74         | 88         | 9.247                     |         | 354       | 552       | 39         |
| 2021 | 1.520.885   | 1.953.049   | 77,9        | 147        | 77         | 70         | 10.346                    |         | 331       | 381       | 39         |